# Глисс
Глисс (др.-греч. Γλίσας; Γλίσσας) — город в древней Беотии, упомянутый Гомером в «Илиаде», в каталоге кораблей, вместе с Платеями. В древнегреческой мифологии город был известен как место, где эпигоны сражались против фиванцев и где были похоронены павшие в битве вожди аргивян. Павсаний в своём описании дороги из Фив в Халкиду писал, что Глисс находился за Тевмессом, на расстоянии семи стадий от него; что над ним возвышалась гора Гипат, с которой стекала речка Фермодонт. Согласно Страбону поселение Глисс находилось на горе Гипате, а Геродот утверждал, что Фермодонт протекал между Глиссом и Танагрой.
Глисс также фигурирует в одном древнегреческом мифе. Фок из Глисса был отцом прекрасной дочери Каллирои. Её руки добивались 30 женихов, но Фок не решался позволить дочери выйти замуж за одного из них. Наконец он объявил, что прежде чем принять окончательное решение, посоветуется с пифийским оракулом; женихи же пришли в ярость и убили Фока. Каллирое пришлось бежать от женихов; несколько крестьян спрятали её в зерне, и таким образом она скрылась от них. Во время праздника Памбеотии она отправилась в святилище Афины Итонии в Коронее и рассказала народу о преступлении своих женихов. Народ посочувствовал ей и объявил войну убийцам её отца. Те искали убежища сначала в Орхомене, а затем в городе Гиппота, который лежал между Фисбой и Коронеей. Жители Гиппоты отказались выдать их, поэтому беотийская армия под командованием фиванского наместника Феда захватила город, обратила его жителей в рабство и забросала женихов камнями до смерти. Город был разрушен, а земля поделена между Фисбой и Коронеей. В ночь перед захватом Гиппоты в городе неоднократно раздавался голос с горы Геликон; он говорил «Я здесь», и женихи узнавали в нём голос Фока. В день казни женихов гробница Фока была усыпана шафраном. Фед, возвращаясь домой, получил известие, что у него родилась дочь, и решил назвать её Никостратой («победоносное войско»).
Глисс находился на участке, расположенном недалеко от современного Ипато или Сирци.